# Schwestern im Geiste
Schwestern im Geiste (en français Sœurs d'esprit) est une comédie musicale de Thomas Zaufke sur un livret de Peter Lund.

## Argument
Milly et Aydin, lycéennes berlinoises de 18 ans, sont sur le point d'obtenir leur diplôme d'études secondaires. Les deux jeunes femmes ne semblent pas avoir plus en commun : Milly essaie de profiter pleinement de la vie et aller à des soirées techno, consommer des drogues de synthèse et avoir des relations sexuelles sans engagement sont des expressions de sa liberté personnelle et de sa vie apparemment autodéterminée ; elle ignore les opportunités que lui donnerait l'obtention du diplôme. Aydin, en revanche, craint de ne pas pouvoir terminer son abitur, car elle fait face à un mariage arrangé avec son cousin de Bursa, qu'elle ne connaît même pas. Aydin aimerait décider de sa propre vie, car pour elle, l'amour signifie le droit à l'autodétermination, mais elle ne sait pas avec certitude si les tentatives de son père pourraient l'aider à trouver un homme bien. Les deux attitudes très différentes des deux élèves déclenchent à plusieurs reprises des disputes féroces et des critiques du mode de vie de l'autre ; conversations que leur professeur Lotte Birkner ne tolère pas en classe, car elle est agacée par les débats sur le féminisme et l'émancipation et préférerait attirer l'intérêt de ses élèves sur le sujet traité en classe : l'œuvre littéraire des trois sœurs Brontë.
Les romans et les lettres laissés à la postérité par Charlotte, Anne et Emily Brontë, qui ont vécu en Angleterre à l'époque victorienne, sont considérés comme une voie à l'émancipation. Presque coupées du reste du monde, elles écrivent sur l'importance du rôle des femmes dans la société civile et sur leurs visions de la façon dont il pourrait en être autrement. Pour être acceptées par les éditeurs, les sœurs Brontë doivent prendre des pseudonymes masculins. Après leur publication, les livres sont vivement débattus par le public anglais en raison de la représentation progressive du sort des femmes, et même leur propre frère Branwell, qui essaie lui-même d'être écrivain, est choqué lorsqu'il se rend compte des tentatives de révolution ambitieuses de ses sœurs.
La lecture des œuvres des Brontë révèle aux élèves et à leur professeur qu'ils sont engagés dans le même discours qui a conduit les pionniers de la société bourgeoise dans l'Angleterre victorienne dès le milieu du XIXe siècle : ce que les sœurs Brontë ont laissé à la postérité dans leurs romans et lettres, est soudainement et étonnamment d'actualité, et les trois femmes berlinoises s'identifient de plus en plus à chacune des sœurs. Les jeunes femmes d'aujourd'hui et d'ici et les trois écrivains disparus depuis longtemps deviennent des « sœurs d'esprit ».
Quiconque connaît l'histoire des Brontë sait comment se terminent leurs vies : les sœurs meurent jeunes, mais laissent derrière elles la littérature qui doit être considérée comme le précurseur de l'émancipation. Accro à l'opium et à l'alcool, et désespéré par son propre manque de génie, leur frère meurt de la tuberculose. Peu de temps après, il est suivi par Emily, la deuxième plus jeune sœur, et un an plus tard également par Anne. Après la mort de tous ses frères et sœurs, Charlotte Brontë renonce à l'utopie de la liberté et de l'autodétermination et épouse le vicaire Arthur Nicholls, qui l'exhorte à arrêter d'écrire.
Dans le Berlin d'aujourd'hui aussi, l'histoire de l'émancipation se termine par une série de gains de connaissances plutôt que par une « happy end ». Milly se rend compte qu'en tant que femme d'aujourd'hui, elle n'a pas besoin de passer un diplôme d'études secondaires pour pouvoir mener une vie selon ses propres idées, surtout pas lorsqu'étudier n'est tout simplement pas pratique. Aydin, qui a presque abandonné ses propres rêves et son désir d'épanouissement personnel, est même encouragée par son futur mari à obtenir son diplôme d'études secondaires. En regardant les projets de vie de ses deux élèves, l'enseignante Lotte se rend compte que sa propre vie n'est pas aussi autodéterminée qu'elle le croyait et que les autres femmes n'ont pas été émancipées sous la forme qu'elle aimerait voir : chaque femme doit peser les libertés les unes contre les autres et décider pour elle-même individuellement quelles facettes de l'émancipation elle vit.

## Ensemble de la première et deuxième saison
- Première saison du 13 mars au 25 avril 2014[1].
- Deuxième saison à partir du 27 novembre 2014.

### Équipe technique
- Direction musicale : Hans-Peter Kirchberg/Tobias Bartholmeß
- Orchestration/Arrangements : Bijan Azadian
- Chorégraphie : Neva Howard
- Metteur en scène : Peter Lund
- Scénographie : Ulrike Reinhard
- Costumes : Anna Hostert

### Distribution
- Rubini Zöllner : Milly
- Jaqueline Reinhold : Aydin
- Teresa Scherhag : Lotte Birkner
- Keren Trüger : Charlotte Brontë
- Dalma Viczina : Emily Brontë
- Katharina Abt : Anne Brontë
- Denis Edelmann : Arthur B. Nicholls
- Andres Esteban : Branwell Brontë
- Sabrina Reischl : Tabby

### Orchestre
- Katja Reinbold : flûte, piccolo
- Christian Vogel, Max Teich : clarinette, clarinette basse
- Max Nauta : contrebasse
- Christin Dross, Sibylle Strobel: violons
- Anja-Susann Hammer : violoncelle

## Source de la traduction
- (de) Cet article est partiellement ou en totalité issu de l’article de Wikipédia en allemand intitulé « Schwestern im Geiste » (voir la liste des auteurs).

1. ↑  (de) « Runter von der Sturmhöhe », sur Der Tagesspiegel, udo badelt (consulté le 11 octobre 2021)